# Nissan Cima
O Nissan Cima é um carro que possui 4 versões. A primeira geração começou em 1988 e continua até os dias atuais.